# Amazone blessée (von Stuck)
Pour les articles homonymes, voir Amazone blessée.
Amazone blessée – en allemand Verwundete Amazone – est un tableau réalisé en 1905 par le peintre allemand Franz von Stuck. Cette huile sur toile est une peinture mythologique qui représente une Amazone blessée au sein droit s'abritant derrière un bouclier pendant une bataille contre des centaures. L'œuvre est conservée depuis 2002 au musée Busch-Reisinger de Cambridge, dans le Massachusetts, aux États-Unis. Deux autres versions existent de par le monde, dont l'une au musée Van-Gogh d'Amsterdam, aux Pays-Bas.